# Ryoko Tani
Ryoko Tani –en japonés, 谷 亮子– (nacida como Ryoko Tamura, Fukuoka, 6 de septiembre de 1975) es una deportista japonesa que compitió en judo.
Participó en cinco Juegos Olímpicos de Verano entre los años 1992 y 2008, obteniendo un total de cinco medallas: dos de oro, dos de plata y una de bronce. En los Juegos Asiáticos de 1994 consiguió una medalla de oro.
Ganó ocho medallas en el Campeonato Mundial de Judo entre los años 1991 y 2007, y una medalla en el Campeonato Asiático de Judo de 1991.

## Palmarés internacional
| Juegos Olímpicos    | Juegos Olímpicos         | Juegos Olímpicos  | Juegos Olímpicos |
| Año                 | Lugar                    | Medalla           | Categoría        |
| ------------------- | ------------------------ | ----------------- | ---------------- |
| 1992                | Barcelona (España)       | Medalla de plata  | –48 kg           |
| 1996                | Atlanta (Estados Unidos) | Medalla de plata  | –48 kg           |
| 2000                | Sídney (Australia)       | Medalla de oro    | –48 kg           |
| 2004                | Atenas (Grecia)          | Medalla de oro    | –48 kg           |
| 2008                | Pekín (China)            | Medalla de bronce | –48 kg           |
| Campeonato Mundial  |                          |                   |                  |
| Año                 | Lugar                    | Medalla           | Categoría        |
| 1991                | Barcelona (España)       | Medalla de bronce | –48 kg           |
| 1993                | Hamilton (Canadá)        | Medalla de oro    | –48 kg           |
| 1995                | Chiba (Japón)            | Medalla de oro    | –48 kg           |
| 1997                | París (Francia)          | Medalla de oro    | –48 kg           |
| 1999                | Birmingham (Reino Unido) | Medalla de oro    | –48 kg           |
| 2001                | Múnich (Alemania)        | Medalla de oro    | –48 kg           |
| 2003                | Osaka (Japón)            | Medalla de oro    | –48 kg           |
| 2007                | Río de Janeiro (Brasil)  | Medalla de oro    | –48 kg           |
| Juegos Asiáticos    |                          |                   |                  |
| Año                 | Lugar                    | Medalla           | Categoría        |
| 1994                | Hiroshima (Japón)        | Medalla de oro    | –48 kg           |
| Campeonato Asiático |                          |                   |                  |
| Año                 | Lugar                    | Medalla           | Categoría        |
| 1991                | Osaka (Japón)            | Medalla de bronce | –48 kg           |